# Hulubești
Hulubești è un comune della Romania di 3 426 abitanti, ubicato nel distretto di Dâmbovița, nella regione storica della Muntenia.
Il comune è formato dall'unione di 5 villaggi: Butoiu de Jos, Butoiu de Sus, Hulubești, Măgura, Valea Dadei.